# Leslie Jordan
Leslie Jordan (Chattanooga, 29 aprile 1955 – Los Angeles, 24 ottobre 2022) è stato un attore, drammaturgo e cantante statunitense.

## Biografia
Apparve in molte serie televisive come Ally McBeal, Lois & Clark - Le nuove avventure di Superman, Star Trek: Voyager, Reba, Boston Public, Hidden Palms, Boston Legal, Jarod il camaleonte, Nash Bridges, Ugly Betty e American Horror Story, ma è noto soprattutto per l'interpretazione di Beverly Leslie, ricco omosessuale e rivale di Karen Walker, nella serie televisiva Will & Grace, che gli valse un Emmy Award nel 2006. Dopo aver recitato come protagonista nella serie The Cool Kids (2018-2019), dal 2021 fu un membro del cast principale di Call Me Kat.
Morì a 67 anni il 24 ottobre 2022,  dopo essersi schiantato con la sua auto contro un edificio a Hollywood.
Era dichiaratamente gay.

## Filmografia parziale

### Cinema
- Lo strano caso del Dottor Frankenstein (Frankenstein General Hospital), regia di Deborah Romare (1988)
- Jason va all'inferno (Jason Goes to Hell: The Final Friday), regia di Adam Marcus (1993)
- Madhouse, regia di William Butler (2004)
- Love Ranch, regia di Taylor Hackford (2010)
- Demonic Toys: Personal Demons, regia di William Butler (2010)
- The Help, regia di Tate Taylor (2011)
- A Very Sordid Wedding, regia di Del Shores (2017)
- Gli Stati Uniti contro Billie Holiday (The United States vs. Billie Holiday), regia di Lee Daniels (2021)

### Televisione
- Star Trek: Voyager - serie TV, episodio 3x05 (1996)
- Dharma & Greg – serie TV, 1 episodio (1998)
- Sabrina, vita da strega (Sabrina, the Teenage Witch) – serie TV, 1 episodio (2000)
- Ally McBeal – serie TV, 2 episodi (2001)
- Will & Grace – serie TV, 17 episodi (2001-2020)
- Boston Public – serie TV, 5 episodi (2001-2002)
- Boston Legal – serie TV, 6 episodi (2005)
- Hidden Palms – serie TV, 5 episodi (2007)
- Ugly Betty – serie TV, 1 episodio (2007)
- A tutto ritmo (Shake It Up) – serie TV, 1 episodio (2011)
- Desperate Housewives – serie TV, 2 episodi (2011)
- La vita segreta di una teenager americana (The Secret Life of the American Teenager) – serie TV, 1 episodio (2012)
- Aiutami Hope! (Raising Hope) – serie TV, 2 episodi (2012-2013)
- Baby Daddy – serie TV, 1 episodio (2013)
- American Horror Story: Coven – serie TV, 3 episodi (2013)
- American Horror Story: Roanoke – serie TV, 3 episodi (2016)
- The Cool Kids – serie TV, 22 episodi (2018–2019)
- American Horror Story: 1984 – serie TV, 3 episodi (2019)
- Call Me Kat – serie TV, 12 episodi (2021-2022)
- Fantasy Island – serie TV, episodio 1x08 (2021)

## Doppiatori italiani
Nelle versioni in italiano delle opere in cui ha recitato, Leslie Jordan è stato doppiato da:
- Roberto Stocchi in Will & Grace, Hidden Palms, The Cool Kids, Gli Stati Uniti contro Billie Holiday
- Carlo Reali in Vicini del terzo tipo, American Horror Story: 1984, Fantasy Island, K.C. Agente Segreto
- Oliviero Dinelli in Desperate Housewives, The Help, American Horror Story
- Vittorio Stagni in Boston Legal, Jarod il camaleonte, Ugly Betty
- Gianni Quillico in Ally McBeal
- Manfredi Aliquò in Boston Public
- Edoardo Nevola in Detective Monk
- Giorgio Lopez in Madhouse
- Giorgio Locuratolo in Aiutami Hope!